# Shimmer Wince
Shimmer Wince ist ein Jazzalbum von Anna Webber. Die am 5. und 6. Dezember 2022 im Oktaven Audio Studio, Mount Vernon, New York, entstandenen Aufnahmen erschienen am 20. Oktober 2023 auf Intakt Records.

## Hintergrund
Shimmer Wince ist das Debüt eines neuen Ensembles mit demselben Namen; Anna Webber spielt Tenorsaxophon, Flöte und Bassflöte, Adam O’Farrill Trompete, Mariel Roberts Cello, Elias Stemeseder Synthesizer und Lesley Mok Schlagzeug.

## Titelliste
- Anna Webber: Shimmer Wince (Intakt Records)[1]

1. Swell 9:38
2. Wince 8:46
3. Fizz 11:32
4. Periodicity 1 7:56
5. Squirmy 11:25
6. Periodicity 2 5:37
7. Shimmer 7:28

Die Kompositionen stammen von Anna Webber.

## Rezeption

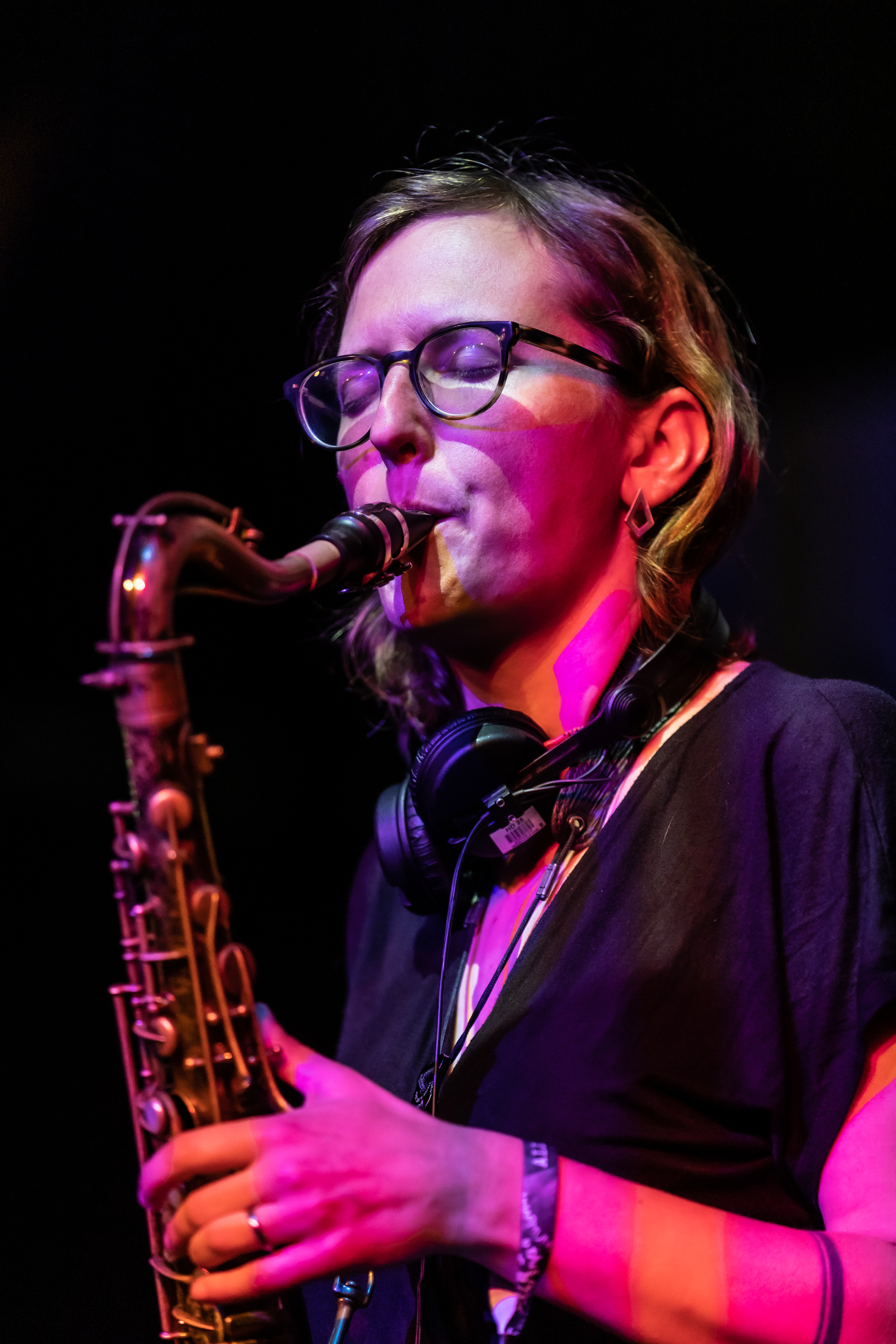
Anna Webber auf dem Moers Festival 2022

Die Flötistin, Saxophonistin und Komponistin Anna Webber habe einige der faszinierendsten Musikstücke der letzten Jahre geschaffen, schrieb Phil Freeman in Ugly Beauty/Stereogum. „Binary“, „Clockwise“, „Rectangles“ und „Idiom“, die alle zwischen 2016 und 2021 veröffentlicht wurden, seien Werke, die mit einem streng erzwungenen Satz von Kompositions- oder Aufführungsparametern beginnen, diese aber nach und nach immer unwichtiger erscheinen ließen. Auf Shimmer Wince würde der kompositorische Ansatz nur auf der Intonation basieren. „Swell“, der Eröffnungstrack des Albums, bestünde aus einstimmigen Saxophon- und Trompetenfiguren, die über einen geduldigen Marschtakt gelegt sind.
Webber bevorzuge die Obertonreihe gegenüber der anerkannten Wohltemperierte Stimmung, die auf einem Kompromiss von Tonhöhen basiere, die dafür sorgen soll, dass [etwa] ein Klavier in jeder Tonart gut klingt, schrieb Michael Ullman (The Arts Fuse). Viele Stücke, die auf dem System der Reinen Stimmung basierten, würden bei einem Bordun bleiben, der zumindest in den Ohren des Kritikers so klingt, als ob es gestimmt wäre. Webber sei hier experimentierfreudiger. Die Klangvielfalt, die Webber einem Quintett entlocke, sei ebenso bemerkenswert wie stets fesselnd. Früher hätte es bei ESP-Disk ein Motto gegeben, das etwa lautete: „Solche Geräusche hast du noch nie in deinem Leben gehört.“ Dementsprechend könne man diese CD mit faszinierenden Arrangements und komplexen Effekten nur empfehlen.
Nach Ansicht von Mike Borella (Avant Music News) spiele Anna Webber keinen [reinen] Jazz und auch keine klassische Musik. Ihre Musik sei eine seltsame und wunderbare Stilmischung mit einer gesunden Portion experimenteller Grundhaltung. Shimmer Wince sei ein seltsames Wesen, das selbst von Webbers umfangreichem Œuvre abweiche. Die Gruppe spiele Mikrotonalität, Borduntöne, Kontrapunkt sowie erweiterte Techniken. Allerdings sei die Musik nicht auffallend „komisch“, sondern wirke wie hochentwickelter, aber dennoch hörbarer Kammerjazz. Borella zieht bei Webber, wie schon in der Vergangenheit, Vergleiche zwischen Webber und Anthony Braxton; obwohl diese stilistisch unterschiedlich sind, könne er Ähnlichkeiten in ihren jeweiligen explorativen Ansätzen entdecken. Webber sei eine der wenigen modernen Komponisten/Interpreten, die Musik mit großem Intellekt und Gefühl produzieren. Ihre Musik sei ernst und rufe dennoch schiere Freude hervor.
Abgesehen von den technischen und esoterischen Aspekten der Reinen Stimmung balanciere Webber die Musik zwischen komponiert und improvisiert und stelle damit sicher, dass die Stimmungen niemals den Klanggenuss beeinträchtigen, schrieb Mark Corroto in All About Jazz. Das dröhnende „Swell“ eröffne das Album, wobei die Instrumente Welle um Welle von Tönen und Verwaschungen erzeugten. Webber habe ein Händchen dafür, den unkonventionellen Sound erfolgreich umzusetzen. Selbst die mechanischen Klänge von „Periodicity I“ und „Periodicity II“ würden zu einer unorthodoxen Harmonie verschmelzen. Wie bei der gesamten Aufnahme machten Webber und Co. aus den Zwängen der Parameter der Reinen Stimmung fesselnde Musik.